# Station Manchester Piccadilly
Station Manchester Piccadilly is het voornaamste spoorwegstation van de Britse stad Manchester. Het kopstation werd op 8 mei 1842 geopend.
Oorspronkelijk was haar naam London Road station, naar de straat die er langs loopt. Na grote verbouwings-en uitbreidingswerken werd het in september 1960 herdoopt tot Manchester Piccadilly. In 2001-2002 volgden de zoveelste verbouwingswerken om Manchester beter bereikbaar te maken voor de Gemenebestspelen 2002 die de stad een nieuwe impuls gaven.
Het station bedient lijnen naar het Station London Euston, Station Birmingham New Street, Zuid-Wales, de zuidkust van Engeland, Station Edinburgh Waverley en Station Glasgow Central in Schotland, en routes door Noord-Engeland.
De Metroshuttle is een gratis busverbinding tussen het station en het centrum van Manchester.
Het is de grootste en drukste van de vier spoorwegstations van de stad; naast Manchester Piccadilly zijn dat Station Manchester Victoria, Station Deansgate en Station Manchester Oxford Road. Het heeft anno 2009 veertien perrons.
Ondergronds zijn er sinds 1992 twee perrons voor vervoer via lightrail van de Manchester Metrolink.

## Afbeeldingen

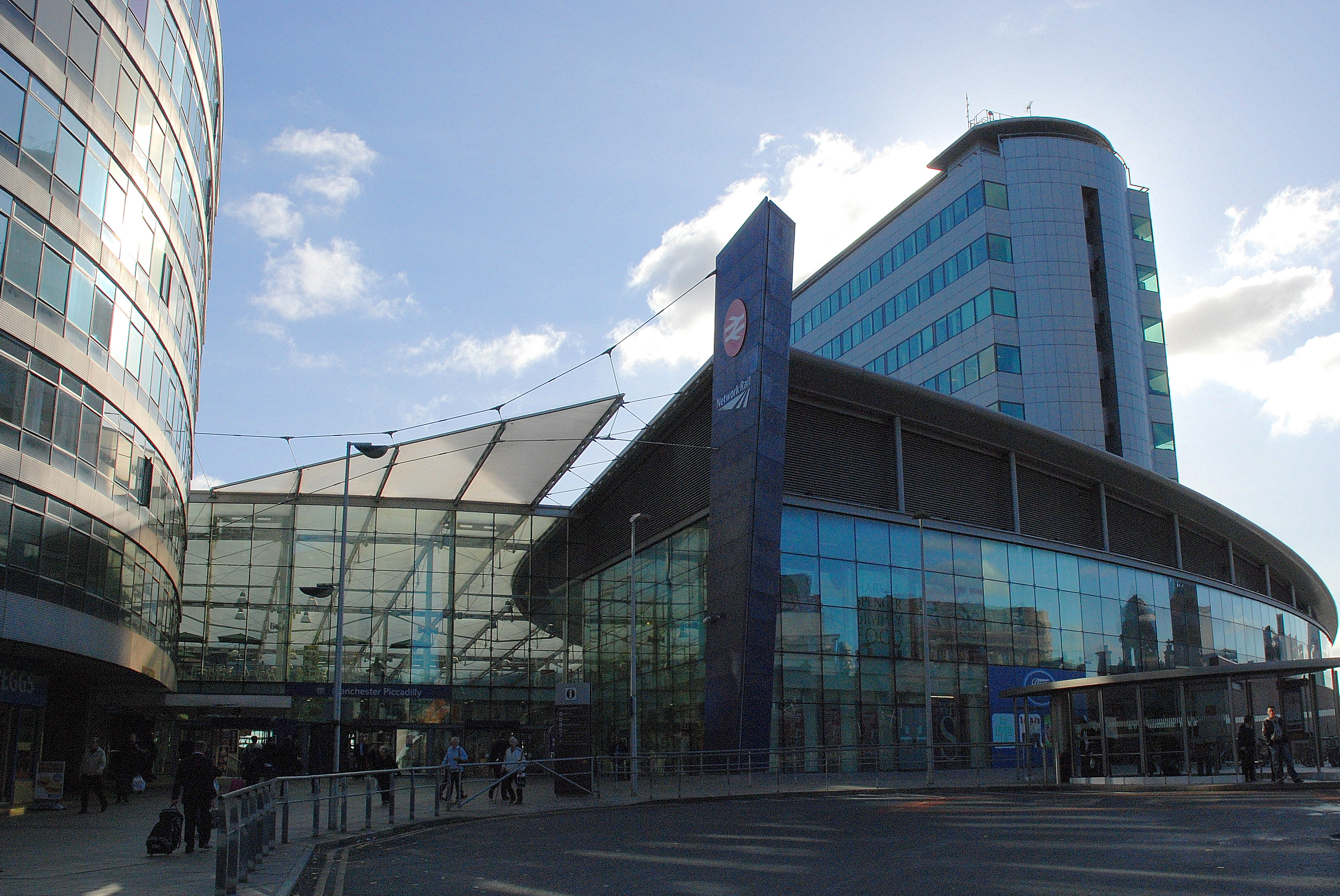
Hoofdingang
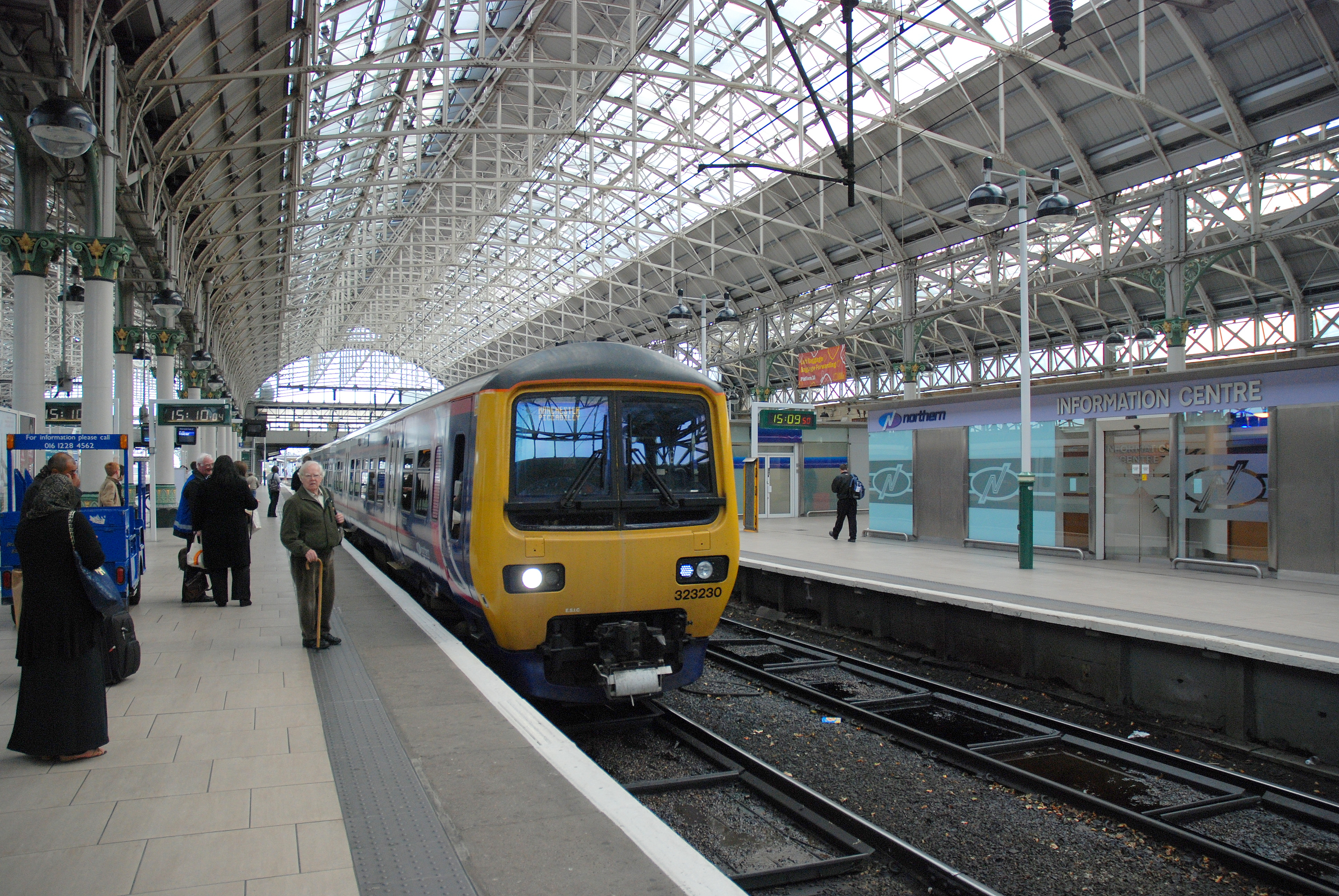
De Victoriaanse hal
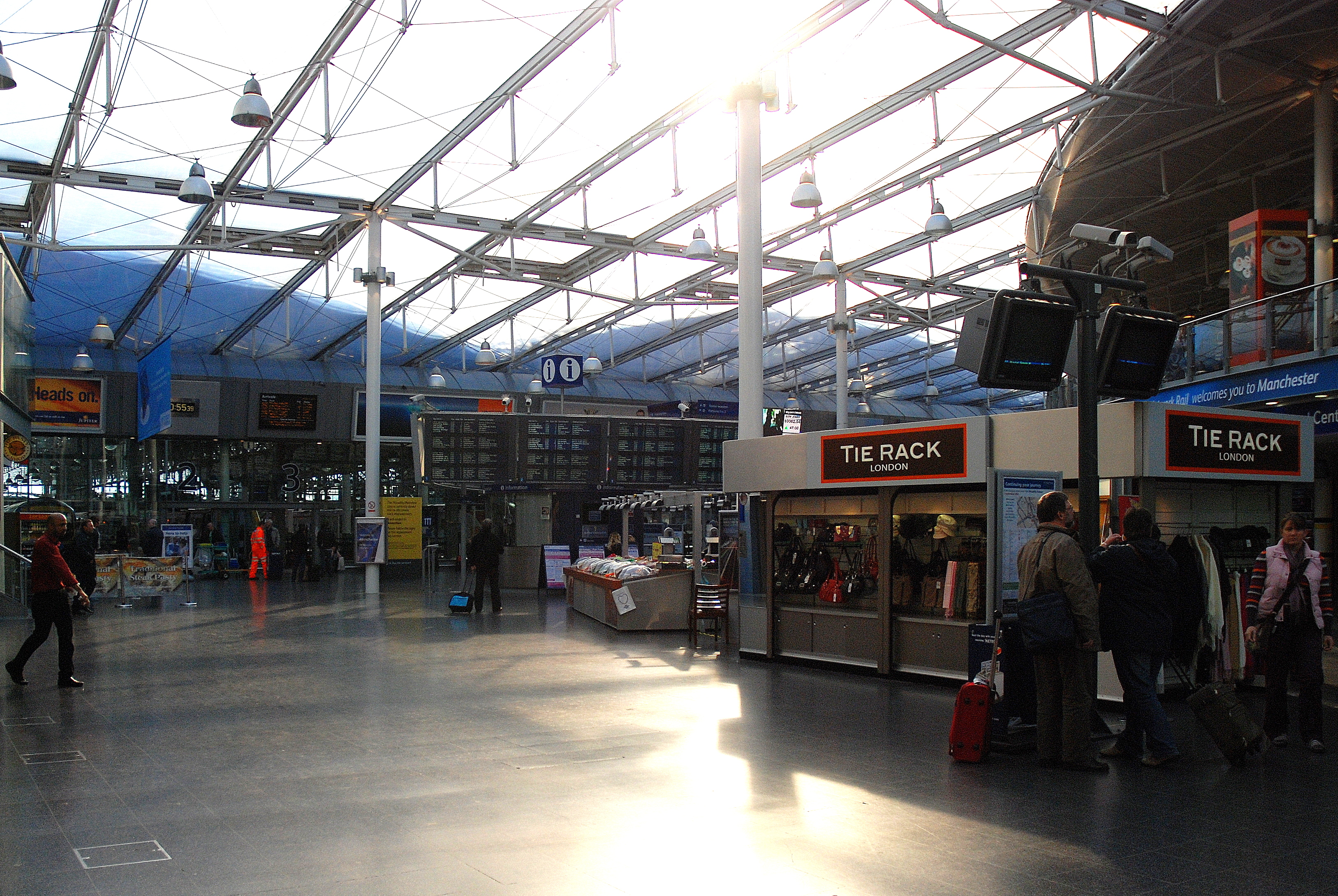
De aankomsthal